# 59833 Danimatter
59833 Danimatter è un asteroide della fascia principale. Scoperto nel 1999, presenta un'orbita caratterizzata da un semiasse maggiore pari a 3,0700331 UA e da un'eccentricità di 0,0550926, inclinata di 9,47922° rispetto all'eclittica.
L'asteroide è dedicato all'astrofilo francese Daniel Matter.